# Хелюля (станция)
Хе́люля (фин. Helylä) — промежуточная станция на 264,9 км перегона Сортавала — Кааламо линии Сортавала — Суоярви I.

## Общие сведения
Станция территориально расположена в посёлке городского типа Хелюля Хелюльского городского поселения Сортавальского района Республики Карелия, находится на линии с полуавтоблокировкой, которую обеспечивает пост ЭЦ, расположенный в отдельном от пассажирского здания. На посту несёт службу дежурный по станции. Зал ожидания закрыт, билетная касса не работает. Билеты приобретаются в штабном вагоне у начальника поезда. На станции останавливаются все проходящие пассажирские поезда.
На станции установлен новый пассажирский павильон, а также информационные таблички с названием станции.
Со 2 декабря 2019 года по станции курсирует новый пассажирский поезд Москва — Петрозаводск, который будет следовать через Тверь, Санкт-Петербург, Выборг, Сортавалу, Суоярви.
Станция является конечной для поездов с Финляндского вокзала Санкт-Петербург - Хелюля
К чётной (западной) головине станции примыкает девятикилометровый подъездной путь от дробильно-сортировочной фабрики ОАО «Сортавальский дробильно-сортировочный завод» .
| Сезонное обращение поездов                 |
| ------------------------------------------ |
| Сортавала - Янисъярви №633Ь                |
| Янисъярви - Сортавала №634Ь                |
| Москва - Хелюля - Москва "В Карелию" №928Ь |
| Москва - Архангельск - Москва №928Х        |

| Круглогодичное обращение поездов          |
| ----------------------------------------- |
| Костомукша - Санкт-Петербург №350В        |
| Санкт-Петербург-Костомукша №350А          |
| Хелюля — Санкт-Петербург «Ласточка» №824В |
| Санкт-Петербург — Хелюля «Ласточка» №823В |

| Пригородное обращение поездов        |
| ------------------------------------ |
| Сортавала - Лодейное Поле №6027/6025 |
| Лодейное Поле - Сортавала №6026/6028 |
| Сортавала - Лодейное Поле №6023/6021 |
| Лодейное Поле - Сортавала №6022/6024 |

## История

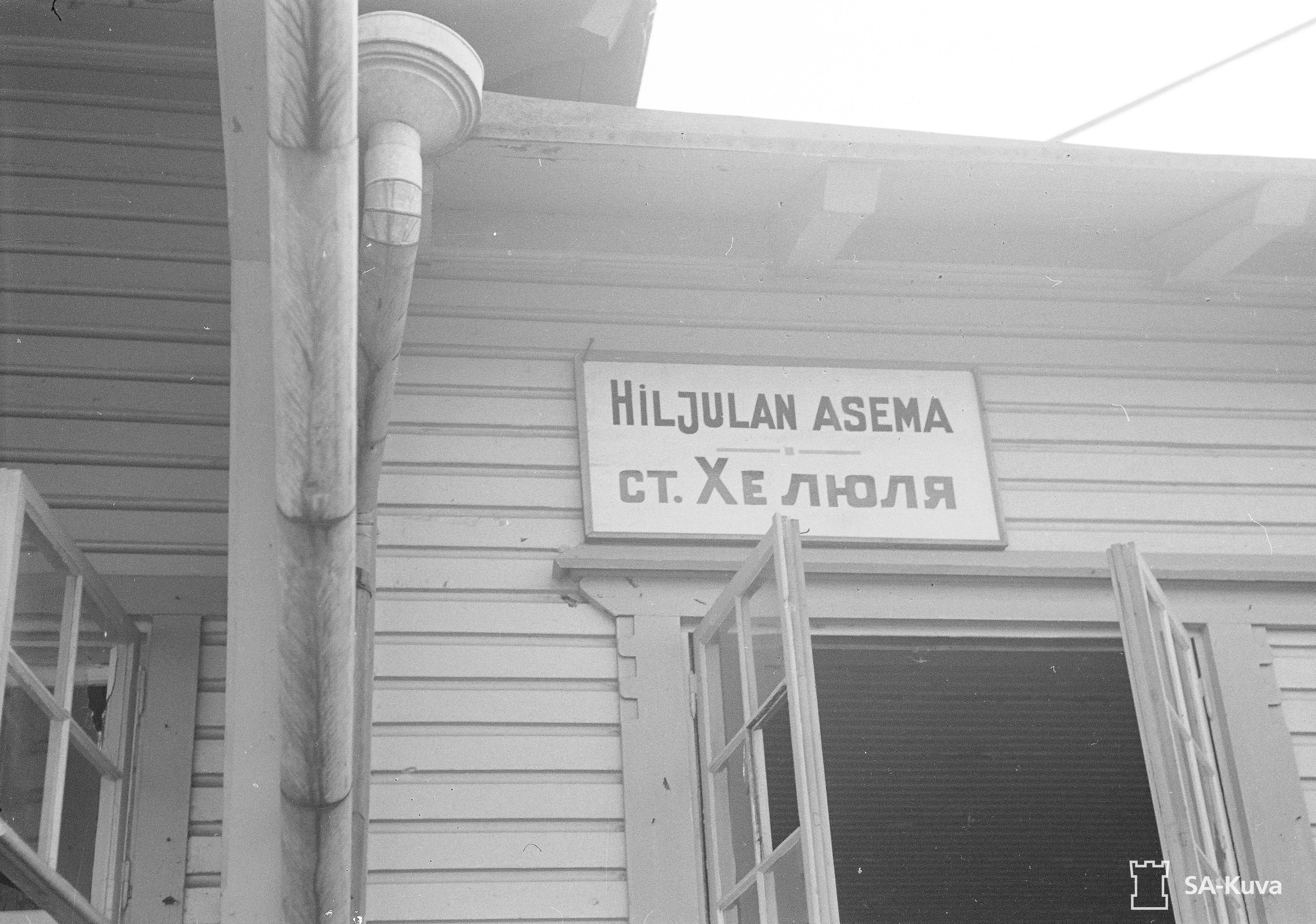
12 августа 1941 года

Станция Helylä, как и весь участок Сортавала — Вяртсиля — Йоэнсуу, был открыт 01.11.1894. Станция имела два боковых пути, а также подъездной путь к станции Хелюля-Пристань.

### Станция Хелюля-Пристань

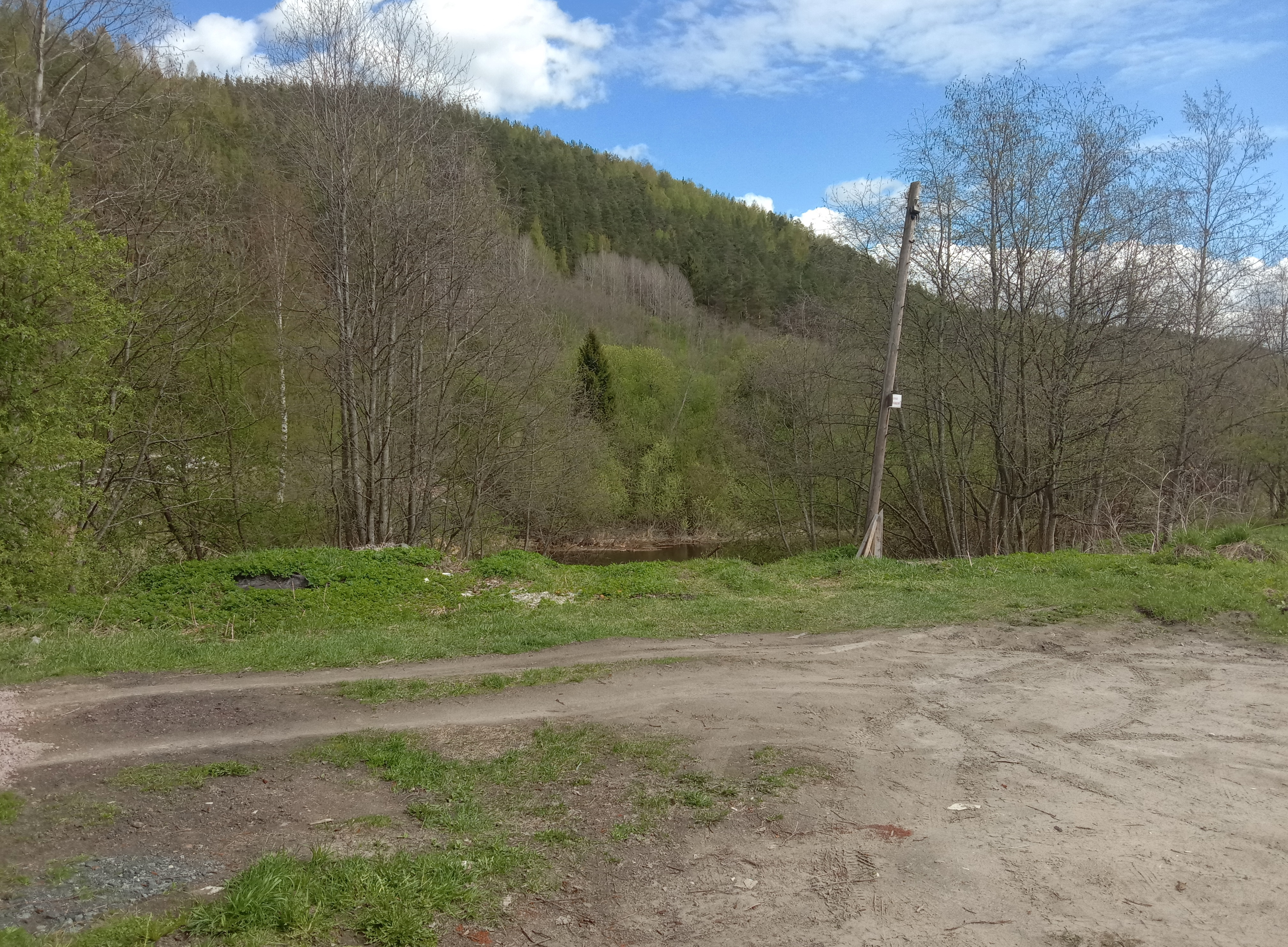
Хелюля-Пристань. Бывшая зона погрузки / разгрузки.

К нечётной (юго-восточной) горловине станции примыкала километровая ветка от станции Хелюля-Пристань (фин. Helylän satama). Станция располагалась на берегу реки Тохмайоки61°45′04″ с. ш. 30°40′20″ в. д. и предназначалась, в основном, для выгрузки леса и дальнейшей его транспортировки по Ладоге (выше по течению на р. Тохмайоки в то время (до и во время Великой Отечественной войны) ни молевой, ни иные сплавы были недоступны из-за большого количества плотин).

### Путевой пост Хелюля

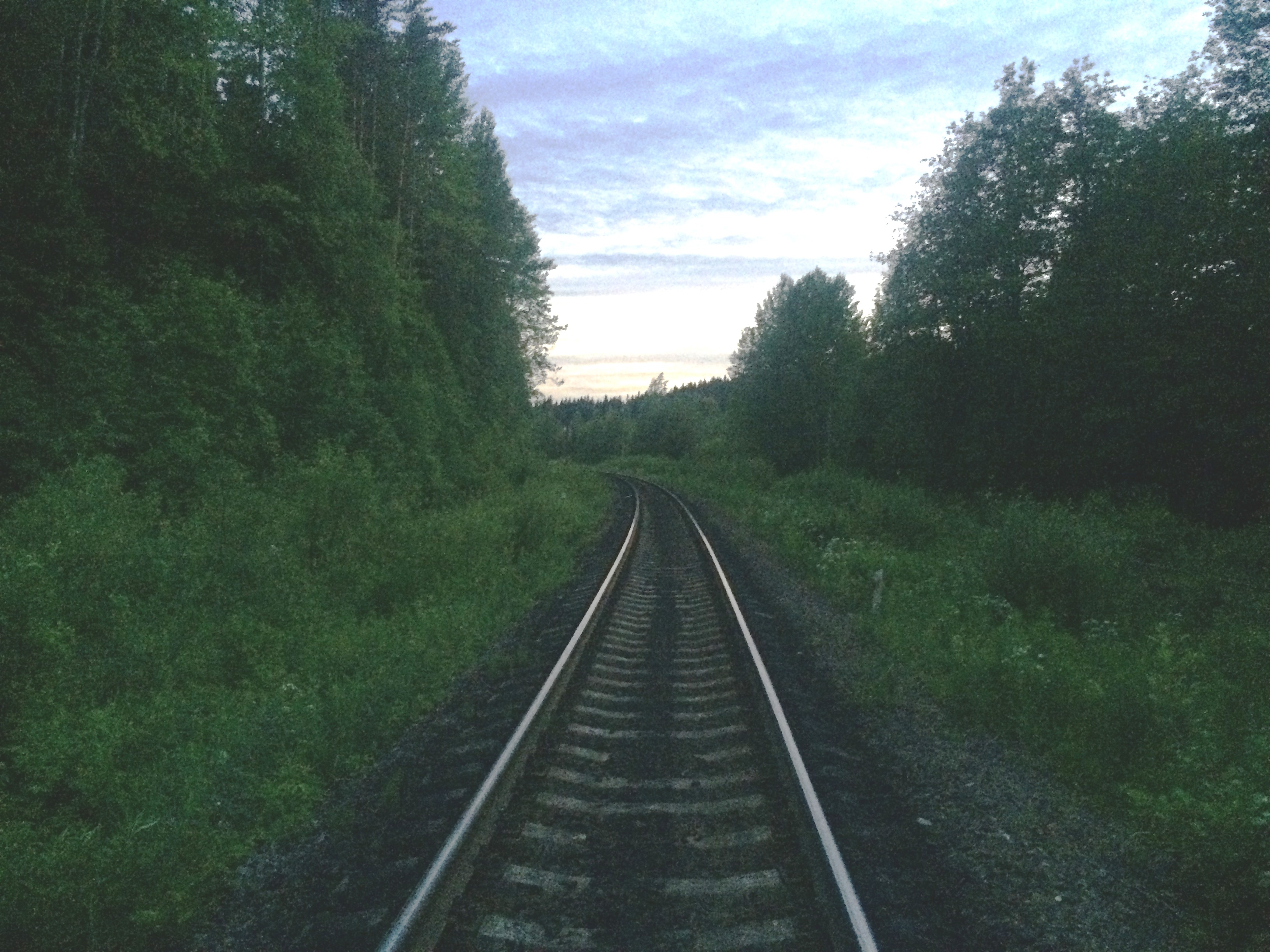
Путевой пост. Вид в сторону Кааламо.

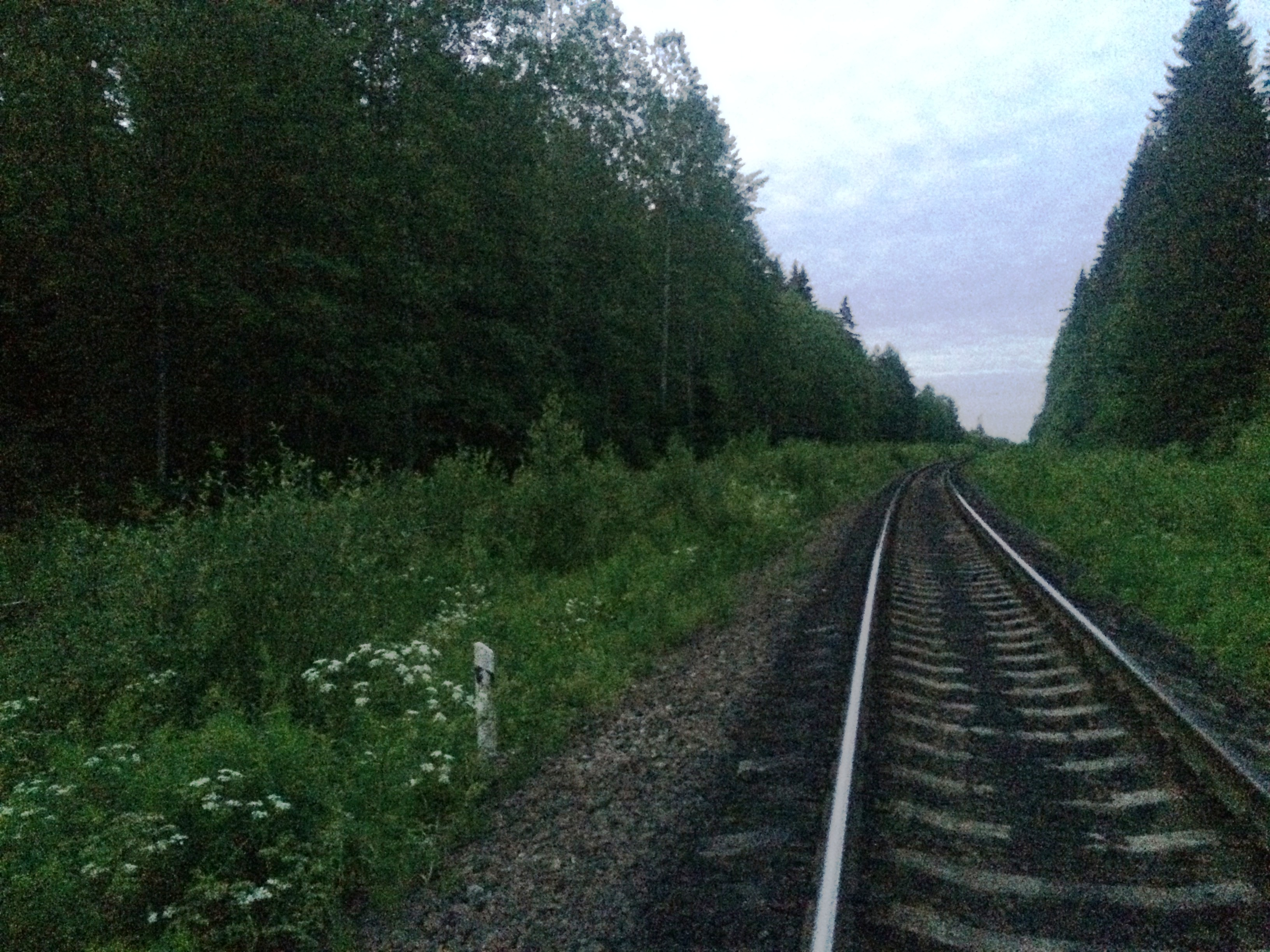
Путевой пост. Вид в сторону Хелюля.

В 1800 метрах южнее оси старой станции Хелюля (в сторону станции Рюттю, на современном 266,7 км)61°45′05″ с. ш. 30°38′14″ в. д. располагался Путевой пост Хелюля (фин. Helylän tiilitehdas ja soravaihde), административно относившийся к станции Хелюля. Это был пост примыкания подъездного пути к Хелюльскому кирпичному заводу (Helylän tiilitehdas) и к Хелюльскому гравийному карьеру (Helylän soravaihde).

## Галерея

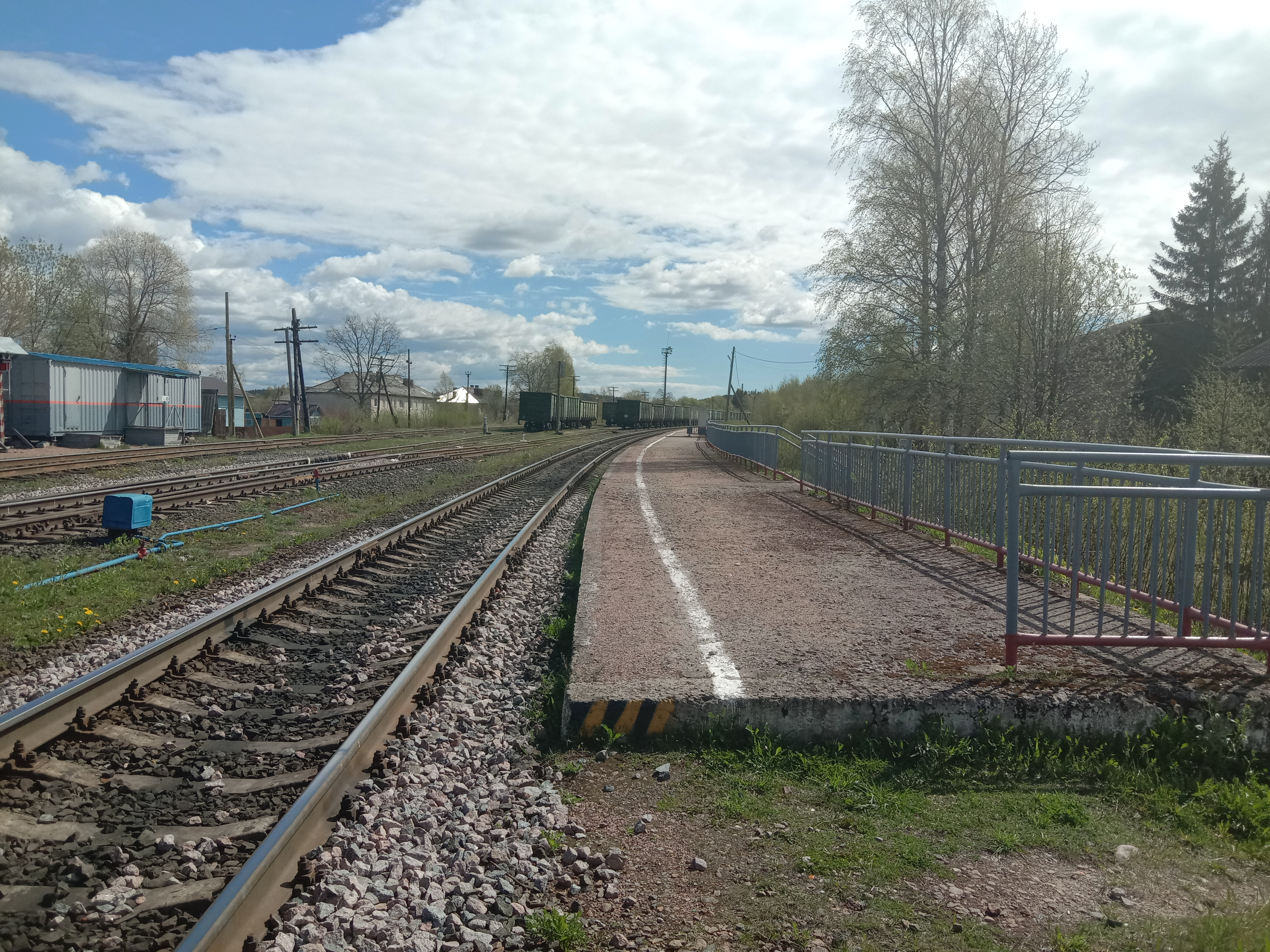
Вид в сторону Сортавалы.
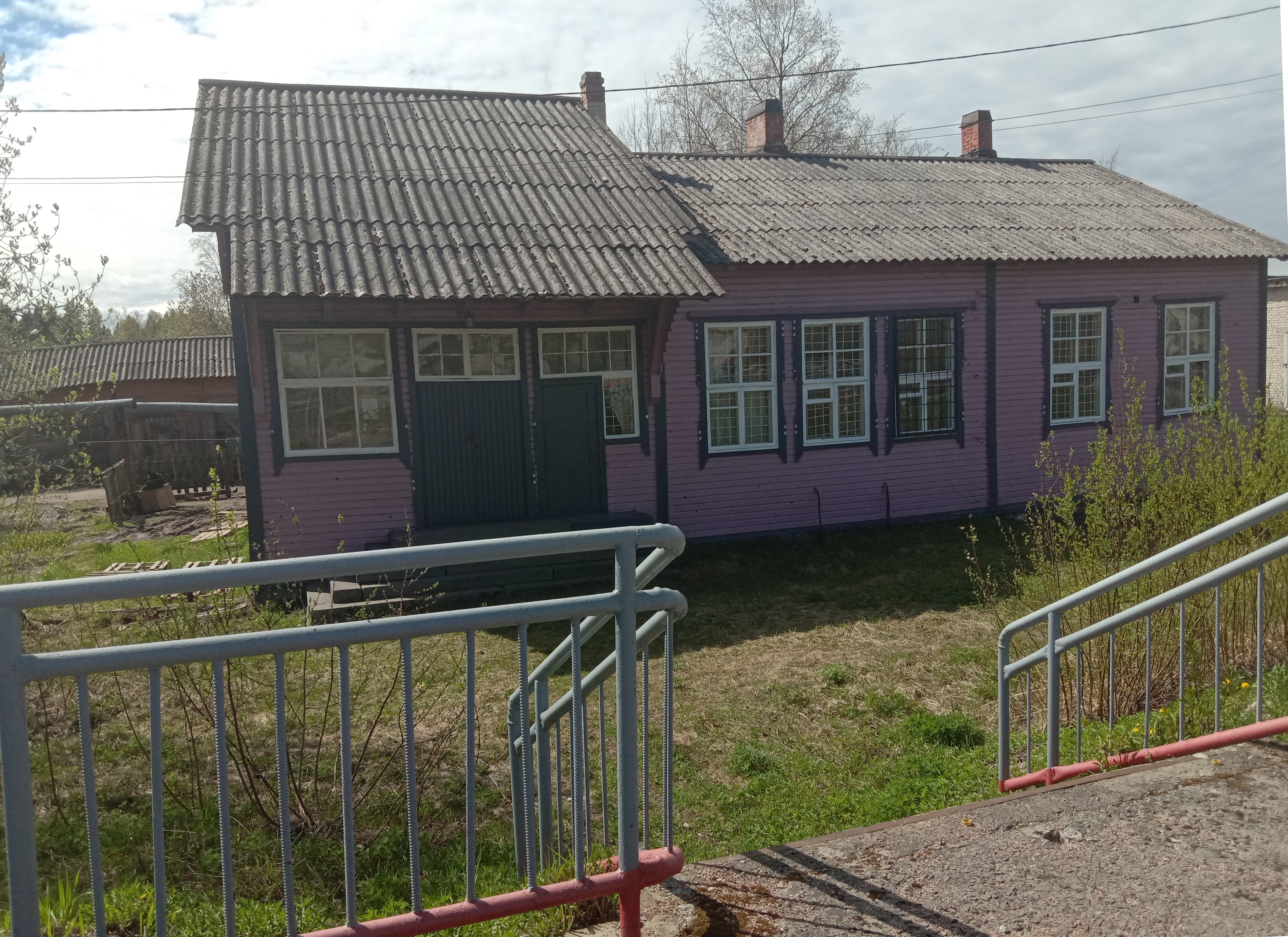
Бывшее пассажирское здание.
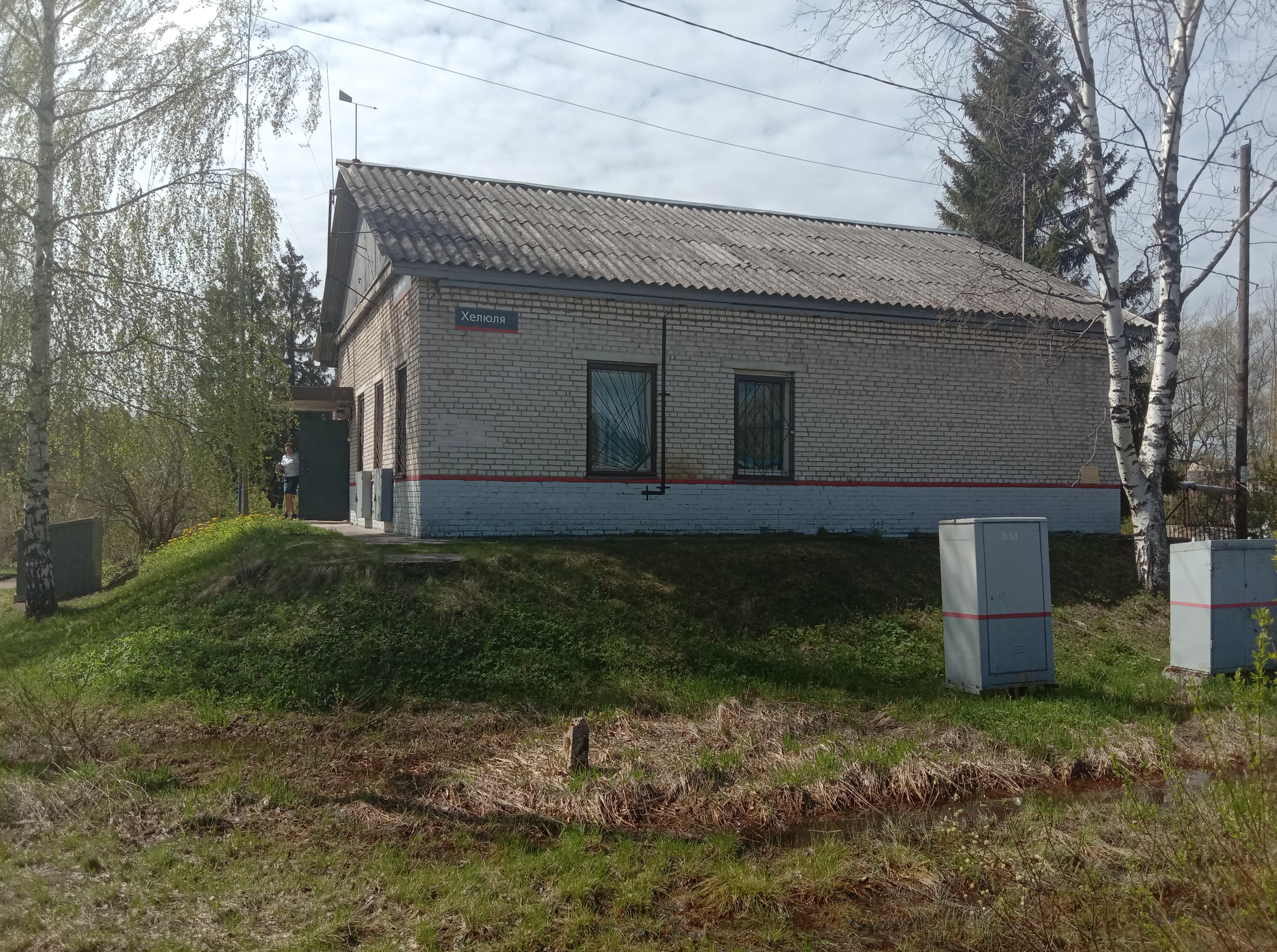
Пост ЭЦ.
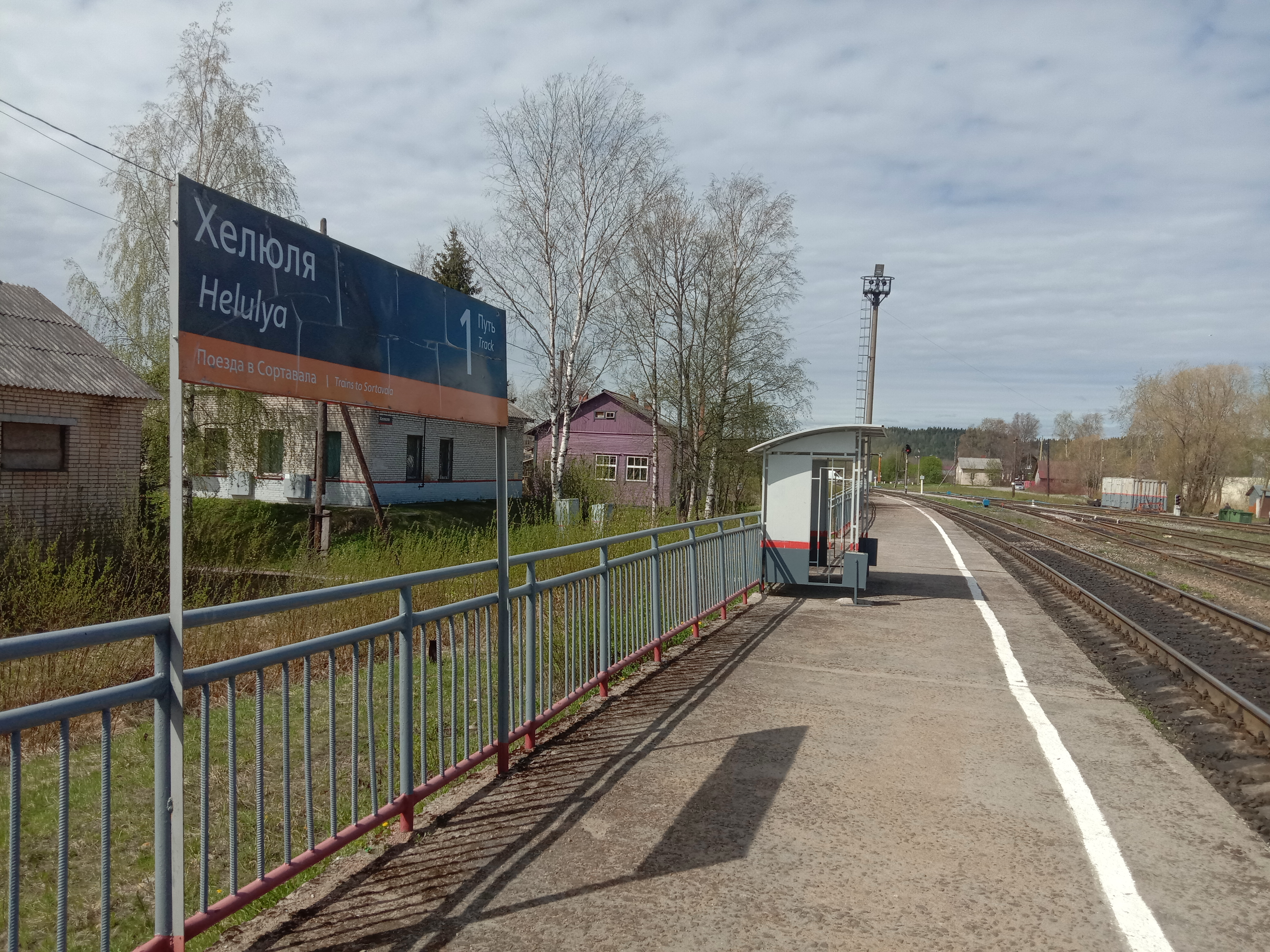
Вид в сторону Кааламо.